# 施梅尔策
施梅尔策（Schmelzer）可以指：

## 人物
- 约翰·海因里希·施梅尔策（德語：Johann Heinrich Schmelzer；1620年－1680年3月），奧地利作曲家、小提琴家。
- 马塞尔·施梅尔策（德语：Marcel Schmelzer，1988年1月22日－），德國退役足球運動員。

|  | 本页或本分段罗列了姓氏为「施梅尔策」的人物。 如果是一个指代特定个人的内链将您引导到本页，請考慮修正該人物的名字以將链接指向正確的條目。 |